# Еполетова акула
Еполетова акула (Hemiscyllium) — рід акул з родини азійські котячі акули ряду Воббегонгоподібні. Має 9 видів.

## Опис
Загальна довжина представників цього роду коливається від 46 до 110 см. Голова коротка. Морда округла. Очі невеликі, овальної форми. Над очима присутні характерні горбики, на кшталт брів. Під ними присутні великі бризкальця. У ніздрів є маленькі вусики. Зуби маленькі, широкі в основі, з трикутними вістрями. У них 5 пар невеликих зябрових щілин. Тулуб подовжений, більше половини якого складає хвостове стебло. Грудні та черевні плавці широкі та округлі. Має 2 спинних плавця та анальний. Спинні плавці великі, однакового розміру, розташовані ближчі до хвоста. Анальний плавець невеликий, розташований неподалік хвостового плавця. Хвостовий плавець маленький, горизонтальний, нижня лопать нерозвинена.
Забарвлення коричневе, жовте та бежеве з різними відтінками з численними темними плямочками або крапочками. Можуть бути також світлі або темні (чи світлі та темні) серпоподібні смуги. Особливістю цього роду є наявність широких плям, що нагадують еполети (звідси походить їх назва). Вони розташовані за грудними плавцями.

## Спосіб життя
Тримаються на глибинах від 3 до 50 м, часто зустрічаються у припливній зоні, серед коралів. Пересувається за допомогою грудних та черевних плавців по дну. Це одинаки. Активні вночі, вдень ховаються в укриттях серед коралів. Живляться донними дрібними рибами, ракоподібними, молюсками, морськими черв'яками. Полюють за допомогою щічного насосу та зубів.
Це яйцекладні акули. Самиця відкладає до 50 яєць на рік, переважно восени або у грудні.
Не становлять загрози для людини. Часто тримаються в акваріумах.

## Розповсюдження
Мешкають біля узбережжя о. Нова Гвінея, сусідніх островів, північної та північно-західної Австралії.

## Види
- Hemiscyllium freycineti Quoy & Gaimard, 1824
- Hemiscyllium galei G. R. Allen & Erdmann, 2008
- Hemiscyllium hallstromi Whitley, 1967
- Hemiscyllium halmahera G. R. Allen, Erdmann & Dudgeon], 2013
- Hemiscyllium henryi G. R. Allen & Erdmann, 2008
- Hemiscyllium michaeli G. R. Allen & Dudgeon, 2010
- Hemiscyllium ocellatum Bonnaterre, 1788
- Hemiscyllium strahani Whitley, 1967
- Hemiscyllium trispeculare J. Richardson, 1843